# 袁子讓
袁子讓（？—？），字仔肩，號元静，湖廣郴州人，明朝政治人物。

## 生平
萬曆十三年（1585年）乙酉科湖廣乡试第四十四名举人，二十九年（1601年）辛丑科二甲二十名進士，户部觀政，授四川嘉定州知州，知嘉定七年，以亷明著，有惠泽及民，去任日，童叟士女数万人拥车，泣送百里外，以其清白，多持芋蔬，哭献道左云。三十七年（1609年）擢兵部职方司员外郎，三十九年丁憂歸。著有《香海棠集》、《字学元元》、《平義草》等。

## 家族
曾祖袁春。祖父袁禮美。父袁朝佐，衛經歷。